# Baron Glenlyon
Baron Glenlyon, of Glenlyon in the County of Perth, war ein erblicher britischer Adelstitel in der Peerage of the United Kingdom.

## Verleihung und Geschichte des Titels
Der Titel wurde am 17. Juli 1821 für den britischen General und Politiker Lord James Murray geschaffen. Dieser war der zweitgeborene Sohn des John Murray, 4. Duke of Atholl.
Sein Sohn, der 2. Baron, erbte 1846 beim Tod seines Onkels John Murray, 5. Duke of Atholl auch den Titel Duke of Atholl, nebst weiteren nachgeordneten Titeln. Die Baronie Glenlyon war fortan ein nachgeordneter Titel des jeweiligen Dukes, bis sie am 8. Mai 1957, beim kinderlosen Tod des 9. Dukes, erlosch.

## Liste der Barone Glenlyon (1821)
- James Murray, 1. Baron Glenlyon (1782–1837)
- George Murray, 6. Duke of Atholl, 2. Baron Glenlyon (1814–1864)
- John Stewart-Murray, 7. Duke of Atholl, 3. Baron Glenlyon (1840–1917)
- John Stewart-Murray, 8. Duke of Atholl, 4. Baron Glenlyon (1871–1942)
- James Stewart-Murray, 9. Duke of Atholl, 5. Baron Glenlyon (1879–1957)